# Utfall (tryckteknik)
Utfall, eller utfallande tryck, kallas det att placera en bild eller en tonplatta något utanför sidformatets kant för att sedan, efter att sidan tryckts, beskära arket till rätt sidformat, för att undvika att det blir en vit kant mellan bilden, eller tonplattan, och sidkanten.
I ett desktopprogram görs dokumentformatet i en specifik storlek, exempelvis A4 (210x297 mm), men för att få bild och färgplatta att bli snyggt som färdig produkt, låter man objektet ligga utanför dokumentformatet standard 3 mm runt om formatet, så att efterarbetet med att skära bort allt runt om färdiga produkten inte får vita ytterkanter.
Då arket väl beskärs används utfallslinjerna, som bildar vinklar vid sidans kanter, som stödlinjer.